# Javier Pinola
Javier Horacio Pinola (Olivos, Buenos Aires, 24 de febrero de 1983) es un exfutbolista y entrenador argentino. Se desempeñaba como defensor. Actualmente es parte del cuerpo técnico de Miroslav Klose en el 1. F. C. Núremberg.
Su último club fue precisamente River, equipo en el cual se desempeñaba como defensor. Jugó allí entre 2017 y 2022, ganando la Copa Libertadores 2018, entre otros títulos. Durante la temporada 2022 fue capitán del equipo.

## Selección nacional

### Sub-20
Con la sub-20 de Argentina logró el Sudamericano de la categoría en 2003. En aquel torneo le marcó un tanto a Paraguay en el empate 1-1, correspondiente a la cuarta fecha de la ronda final.

#### Participaciones en sudamericanos sub-20
| Torneo                   | Sede    | Resultado |
| ------------------------ | ------- | --------- |
| Sudamericano Sub-20 2003 | Uruguay | Campeón   |

### Mayor
Su debut con la selección Argentina se produjo en un encuentro amistoso, el 5 de junio de 2007 ante Argelia. El partido se llevó a cabo en el Camp Nou y el combinado argentino triunfó 4-3.
La segunda convocatoria para el oriundo de Olivos se dio el 7 de marzo de 2016 por parte de Gerardo Martino para disputar las eliminatorias mundialista de Rusia 2018. El 29 de marzo disputó la sexta fecha de las eliminatorias frente a Bolivia con victoria de su seleccionado por 2-0.
En marzo de 2017 Edgardo Bauza lo convocó para disputar la decimocuarta fecha de las eliminatorias ante Bolivia, pero finalmente no ingresó en lo que fue derrota como visitante por 2-0. Tres meses luego, Jorge Sampaoli lo llamó para estar presente en la gira por Oceanía que llevó a cabo Argentina en junio de aquel año, pero una gripe le impidió viajar con la delegación que viajó a Australia y Singapur.

## Estadísticas

### Clubes

#### Cómo jugador
El último partido disputado por Javier Pinola fue en River Plate, en un partido que se jugó contra el Real Betis de España. Este partido terminó 4-0 a favor del Millonario y concluyó con broche de oro la carrera como director técnico de Marcelo Gallardo en River Plate y la carrera futbolística de Pinola.
| Chacarita Juniors Argentina |                     |                     |              |              |    |    |   |    |    |   |     |     |    |      |      |
| 1.ª | 2000-01             | 13                  | 0            | 0            | -  | -  | - | -  | -  | - | 13  | 0   | 0  | 0,00 |      |
| 1.ª | 2001-02             | 32                  | 1            | 0            | -  | -  | - | -  | -  | - | 32  | 1   | 0  | 0,03 |      |
| Total club | Total club          | 45                  | 1            | 0            | -  | -  | - | -  | -  | - | 45  | 1   | 0  | 0,02 |      |
| Atlético de Madrid "B" · España |                     |                     |              |              |    |    |   |    |    |   |     |     |    |      |      |
| 3.ª | 2002-03             | 13                  | 0            | 0            | -  | -  | - | -  | -  | - | 13  | 0   | 0  | 0,00 |      |
| Total club | Total club          | 13                  | 0            | 0            | -  | -  | - | -  | -  | - | 13  | 0   | 0  | 0,00 |      |
| Atlético de Madrid · España |                     |                     |              |              |    |    |   |    |    |   |     |     |    |      |      |
| 1.ª | 2003-04             | 2                   | 0            | 0            | -  | -  | - | -  | -  | - | 2   | 0   | 0  | 0,00 |      |
| Total club | Total club          | 2                   | 0            | 0            | -  | -  | - | -  | -  | - | 2   | 0   | 0  | 0,00 |      |
| Racing Club Argentina |                     |                     |              |              |    |    |   |    |    |   |     |     |    |      |      |
| 1.ª | 2003-04             | 19                  | 0            | 0            | -  | -  | - | -  | -  | - | 19  | 0   | 0  | 0,00 |      |
| 1.ª | 2004-05             | 35                  | 1            | 0            | -  | -  | - | -  | -  | - | 35  | 1   | 0  | 0,03 |      |
| Total club | Total club          | 54                  | 1            | 0            | -  | -  | - | -  | -  | - | 54  | 1   | 0  | 0,02 |      |
| Núremberg · Alemania |                     |                     |              |              |    |    |   |    |    |   |     |     |    |      |      |
| 1.ª | 2005-06             | 25                  | 1            | 3            | 2  | 1  | 1 | -  | -  | - | 27  | 2   | 4  | 0,07 |      |
| 1.ª | 2006-07             | 32                  | 1            | 5            | 6  | 1  | 2 | -  | -  | - | 38  | 2   | 7  | 0,05 |      |
| 1.ª | 2007-08             | 19                  | 1            | 0            | -  | -  | - | 3  | 0  | 0 | 22  | 1   | 0  | 0,04 |      |
| 2.ª | 2008-09             | 33                  | 1            | 2            | 4  | 0  | 0 | -  | -  | - | 37  | 1   | 2  | 0,03 |      |
| 1.ª | 2009-10             | 33                  | 0            | 0            | 3  | 0  | 0 | -  | -  | - | 36  | 0   | 0  | 0,00 |      |
| 1.ª | 2010-11             | 28                  | 2            | 2            | 4  | 1  | 1 | -  | -  | - | 32  | 3   | 3  | 0,09 |      |
| 1.ª | 2011-12             | 18                  | 0            | 1            | 2  | 0  | 1 | -  | -  | - | 20  | 0   | 2  | 0,00 |      |
| 1.ª | 2012-13             | 28                  | 0            | 1            | 1  | 0  | 1 | -  | -  | - | 29  | 0   | 2  | 0,00 |      |
| 1.ª | 2013-14             | 20                  | 0            | 0            | 2  | 0  | 0 | -  | -  | - | 22  | 0   | 0  | 0,00 |      |
| 2.ª | 2014-15             | 25                  | 1            | 2            | 1  | 0  | 0 | -  | -  | - | 26  | 1   | 2  | 0,04 |      |
| Total club | Total club          | 261                 | 7            | 16           | 25 | 3  | 6 | 3  | 0  | 0 | 289 | 10  | 22 | 0,03 |      |
| Rosario Central Argentina |                     |                     |              |              |    |    |   |    |    |   |     |     |    |      |      |
| 1.ª | 2015                | 15                  | 0            | 3            | 4  | 0  | 0 | -  | -  | - | 19  | 0   | 3  | 0,00 |      |
| 1.ª | 2016                | 11                  | 0            | 1            | -  | -  | - | 9  | 0  | 0 | 20  | 0   | 1  | 0,00 |      |
| 1.ª | 2016-17             | 14                  | 0            | 0            | -  | -  | - | -  | -  | - | 14  | 0   | 0  | 0,00 |      |
| Total club | Total club          | 40                  | 0            | 4            | 4  | 0  | 0 | 9  | 0  | 0 | 53  | 0   | 4  | 0,00 |      |
| River Plate Argentina |                     |                     |              |              |    |    |   |    |    |   |     |     |    |      |      |
| 1.ª | 2017-18             | 20                  | 3            | 1            | 7  | 0  | 0 | 11 | 2  | 0 | 38  | 5   | 1  | 0,13 |      |
| 1.ª | 2018-19             | 17                  | 0            | 0            | 9  | 0  | 0 | 17 | 1  | 0 | 43  | 1   | 0  | 0,02 |      |
| 1.ª | 2019-20             | 15                  | 0            | 0            | 5  | 1  | 0 | 8  | 0  | 0 | 28  | 1   | 0  | 0,08 |      |
| 1.ª | 2020                | Inexistentes        | Inexistentes | Inexistentes | 10 | 0  | 0 | 4  | 0  | 0 | 14  | 0   | 0  | 0,00 |      |
| 1.ª | 2021                | 5                   | 0            | 1            | 4  | 0  | 0 | 0  | 0  | 0 | 9   | 0   | 1  | 0,00 |      |
| 1.ª | 2022                | 11                  | 1            | 0            | 3  | 0  | 0 | 0  | 0  | 0 | 14  | 1   | 0  | 0,00 |      |
| Total | Total               | 68                  | 3            | 2            | 39 | 1  | 0 | 40 | 3  | 0 | 146 | 8   | 2  | 0,07 |      |
| Total en su carrera | Total en su carrera | Total en su carrera | 483          | 13           | 22 | 67 | 5 | 6  | 52 | 3 | 0   | 602 | 20 | 28   | 0,03 |
| (1) Las copas nacionales se refiere a la Copa de Alemania, Copa Argentina, Supercopa Argentina, Copa Superliga y Copa Diego Armando Maradona (2) Las copas internacionales se refiere a la Copa Libertadores, Mundial de Clubes. (3) No incluye datos de partidos amistosos ni categorías inferiores. |                     |                     |              |              |    |    |   |    |    |   |     |     |    |      |      |

### Asistente
| Club              | País      | Año       | Asistente de      |
| ----------------- | --------- | --------- | ----------------- |
| C. A. River Plate | Argentina | 2023-2024 | Martin Demichelis |
| F. C. Núremberg   | Alemania  | 2024-act. | Miroslav Klose    |

## Palmarés

### Como jugador

#### Campeonatos nacionales
| Título              | Club        | País      | Año     |
| ------------------- | ----------- | --------- | ------- |
| Copa de Alemania    | Núremberg   | Alemania  | 2006-07 |
| Copa Argentina      | River Plate | Argentina | 2016-17 |
| Supercopa Argentina | River Plate | Argentina | 2017    |
| Copa Argentina      | River Plate | Argentina | 2018-19 |
| Supercopa Argentina | River Plate | Argentina | 2019    |
| Primera División    | River Plate | Argentina | 2021    |
| Trofeo de Campeones | River Plate | Argentina | 2021    |

#### Campeonatos internacionales
| Título              | Equipo                     | Sede         | Año  |
| ------------------- | -------------------------- | ------------ | ---- |
| Sudamericano Sub-20 | Selección sub-20 Argentina | Uruguay      | 2003 |
| Copa Libertadores   | River Plate                | Madrid       | 2018 |
| Recopa Sudamericana | River Plate                | Buenos Aires | 2019 |

### Como Asistente

#### Campeonatos nacionales
| Título              | Club        | País      | Año  |
| ------------------- | ----------- | --------- | ---- |
| Primera División    | River Plate | Argentina | 2023 |
| Trofeo de Campeones | River Plate | Argentina | 2023 |
| Supercopa Argentina | River Plate | Argentina | 2023 |

### Distinciones individuales
| Distinción                                       | Año  |
| ------------------------------------------------ | ---- |
| Parte del Equipo Ideal de la Copa Argentina      | 2015 |
| Parte del Equipo Ideal de la Copa Argentina      | 2019 |
| Mejor defensor de la Superliga Argentina         | 2019 |
| Parte del equipo ideal de la Superliga Argentina | 2019 |
| Equipo Ideal de América                          | 2019 |